# سپاه سوم، ارتش ویرجینیای شمالی
سپاه سوم، ارتش ویرجینیای شمالی (انگلیسی: Third Corps, Army of Northern Virginia) عنوان سومین واحد نظامی ارتش ویرجینیای شمالی از ارتش ایالات مؤتلفه در دوران جنگ داخلی آمریکا است.